# Kazimierz Świtalski

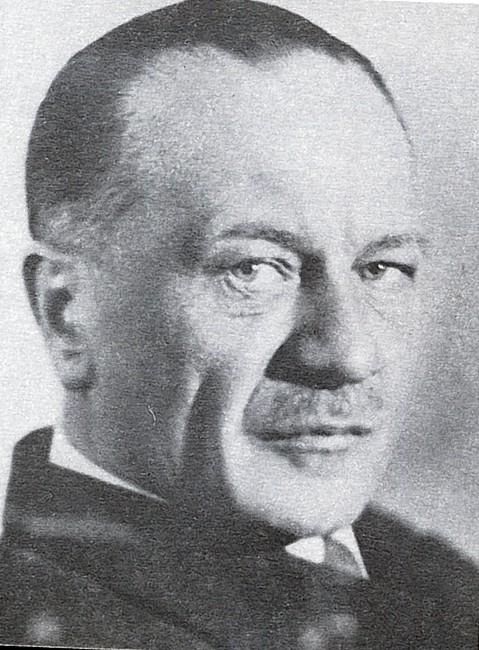
Kazimierz Świtalski

Kazimierz Świtalski (kaˈʑimjɛʂ ɕfiˈtalskʲi; * 4. März 1886 in Sanok, Österreich-Ungarn; † 28. Dezember 1962 in Warschau) war ein polnischer Offizier (Oberst), Politiker und ein Ministerpräsident Polens.

## Leben
Kazimierz Świtalski war Lehrer in Lemberg. Er schloss er sich dem "Verband des tätigen Kampfes" (poln. Związek Walki Czynnej) an, einer Untergrundorganisation, die 1908 u. a. von Józef Piłsudski gegründet worden war und einen Aufstand im von Russland beherrschten Teil Polens vorbereitete. Im Jahre 1914 wurde Świtalski Mitglied der mit Zustimmung Österreich-Ungarns gegründeten "Polnischen Legionen"; nach 1918 gehörte er dem polnischen Heer unter Piłsudski an, dessen Adjutant er wurde. Auch nach dem Ende des Kriegs blieb er in der polnischen Armee.
Während des Staatsstreichs von 1926 unterstützte Świtalski Piłsudski. Diese Loyalität brachte ihm in der folgenden Zeit verschiedene politische Vertrauenspositionen ein. So wurde er Haupt des Bürgerlichen Kanzleramtes des Präsidenten. Im Juni 1928 wurde Świtalski Erziehungsminister, zwischen April und Dezember 1929 war er Ministerpräsident Polens. 1930 wurde er in den Sejm gewählt, zwischen 1933 und 1935 war er dessen Präsident (marszałek). Nach seinem Rückzug vom aktiven politischen Leben im Jahre 1935 wurde er Woiwode von Kraków.
Nach der polnischen Niederlage zu Beginn des Zweiten Weltkriegs wurde Świtalski im Lager Woldenberg interniert und erst 1945 befreit. Unter der kommunistischen Regierung wurde er verfolgt und erneut inhaftiert. Im Jahre 1956 schließlich wurde Świtalski rehabilitiert.